# High Bridge (Washington)
High Bridge es un lugar designado por el censo ubicado en el condado de Snohomish en el estado estadounidense de Washington. En el año 2010 tenía una población de 2.994 habitantes.

## Geografía
High Bridge se encuentra ubicado en las coordenadas 47°47′47″N 122°1′19″O / 47.79639, -122.02194.